# Helen MacGill Hughes
Helen MacGill Hughes (geboren als Helen MacGill 24. August 1903 in Vancouver, Kanada; gestorben 29. April 1992 in Baltimore, USA) war eine kanadisch-US-amerikanische Soziologin der Chicagoer Schule.

## Leben
Helen MacGill war eine Tochter des Rechtsanwalts James Henry MacGill und der Frauenrechtlerin Helen Gregory MacGill, eine jüngere Schwester, Elsie MacGill, wurde Luftfahrtingenieurin. Sie studierte Ökonomie und Germanistik an der University of British Columbia und erhielt danach vom Soziologen Robert Park eine Laura Spelman Rockefeller Fellowship für das Soziologie-Institut der University of Chicago. Ihre Master-Arbeit über die Interdependenz von Landpreisen und Umwelt wurde im Local Community Fact Book of Chicago gedruckt. 
1927 heiratete sie den Park-Schüler Everett Cherrington Hughes, eine Tochter ist die Archäologin Helen Hughes-Brock, die andere, Elizabeth Hughes Schneewind, wurde Sozialarbeiterin. Die Familie wohnte bis 1961 in Chicago und dann in Cambridge (Massachusetts). Hughes arbeitete neben der Erziehung ihrer Kinder Teilzeit an der Harvard University und der Brandeis University, derweil ihr Mann eine akademische Karriere machte. 
Hughes wurde 1937 bei Park mit der zeitungswissenschaftlichen Dissertation News and the Human Interest Story promoviert. In der Zeit half sie ihrem Mann bei der Feldforschung zu seinem ersten Werk French Canada in Transition. Hughes arbeitete von 1944 bis 1961 als unterbezahlte Herausgeberin des American Journal of Sociology. Über die Zuarbeit der Ehefrauen im Wissenschaftsbetrieb Schrieb sie später Essays unter Titeln wie Women in academic sociology, 1925–75 und WASP/Woman/Sociologist.
Mit ihrem Mann veröffentlichte sie 1952 die Studie Where peoples meet. Racial and ethnic frontiers. Für Howard S. Becker führte sie Interviews für dessen Studie mit Drogenabhängigen durch. 1970 gab sie eine Reihe von sieben soziologischen Schulheften im Auftrag der American Sociological Association heraus und 1991 sechs weitere Hefte unter dem Titel Sociological Resources for Social Studies.
Hughes wurde 1973 zur Vizepräsidentin der Sociologists for Women in Society und 1978 zur Präsidentin der Eastern Sociological Association gewählt, außerdem 1980 zur Vizepräsidentin der American Sociological Association.

## Schriften (Auswahl)
- News and the Human Interest Story. Chicago : University of Chicago Press, 1940
- mit Everett Cherrington Hughes: Where peoples meet. Racial and ethnic frontiers.  Glencoe: Free Press, 1952
- (Hrsg.): The Fantastic Lodge: The Autobiography of a Girl Drug Addict. Boston : Houghton Mifflin, 1961
- Maid of All Work or Departmental Sister-in-Law, Faculty Wife Employed on Campus, in:  American Journal of Sociology, 78.4 (1975): S. 767–772